# Perlinodes
Perlinodes is een geslacht van steenvliegen uit de familie Perlodidae. De wetenschappelijke naam van het geslacht is voor het eerst geldig gepubliceerd in 1925 door Needham & Claassen.

## Soorten
Perlinodes omvat de volgende soorten:
- Perlinodes aureus (Smith, 1917)